# Šiška (rasa świni)
Šiška – rasa świni domowej. Najbardziej prymitywna chorwacka rasa świń.

## Historia
Osobniki pod względem morfologicznym i behawioralnym bardzo przypominają dziki. Hodowlę rasy zainicjowano szerzej w XVIII i XIX wieku na obszarze całych Bałkanów. Z czasem rasę ubogaciła domieszka brytyjskiej krwi rasy large white oraz rodzimej crnej slavonskiej (ta druga najprawdopodobniej odegrała rolę dominującą). Nie zmieniło to faktu, że rasa do dziś zachowała wiele cech bardzo prymitywnych. Praca ludzka nie miała dla jej kształtowania dużego wpływu.
Osobniki hodowane są w stanie półdzikim i same poszukują sobie pokarmu. Przed chłodami okresu zimowego chronią je proste szałasy skonstruowane z gałęzi, darni i witek. Oprócz Chorwacji utrzymywane są też w Albanii i Serbii, gdzie uważana jest za rasę serbską (podobnie jest w Bośni, gdzie uważana jest za rasę bośniacką). Populacja liczy około stu osobników (rok 2012). W przeszłości utrzymywana była ekstensywnie w lasach sosnowych, bukowych i dębowych.

## Nazwa
Rasa wzięła swoją nazwę najprawdopodobniej od frędzli na dolnej stronie szyi (chłopi nazywali je grzywką), co jest typowe dla bezpośrednich potomków euroazjatyckiego dzika.

## Charakterystyka
Osobniki są średniej wielkości – ciężar dorosłych osiąga 200-250 kilogramów. Są one umaszczone biało-siwo i mają niewielkie, ciemne plamy. Ich budowa jest ordynarna, grzbiet jest średniodługi, równy i słabo umięśniony, zad ścięty, płaski, o małych szynkach, głowa długa i wąska, profil prosty, oczy nieduże, ryj mocny, kończyny długie i mocne, szczecina mocna i gruba. Zwierzęta są przystosowane do poruszania się po kamienistym, górskim, nierównym terenie, są szybkie i zwinne.
Świnie tej rasy dojrzewają późno – w pełni po ponad trzech latach. Dobrze się tuczą, są odporne na zaniedbania hodowlane i zdrowe, ale charakteryzują się niską płodnością. Lochy w miocie rodzą 2-8 (4-6) prosiąt, które do półrocza mają tzw. liberię, czyli pasiaste umaszczenie, charakterystyczne również dla dzików.

## Mięso
Rasa ma wielorakie przeznaczenie produkcyjne, ale jest najbardziej predestynowana na mięso, które jest delikatne i smaczne, dlatego w przeszłości, ze względu na jego jakość, zajmowało ważne miejsce w handlu. Mięso szczególnie nadaje się do przygotowania szynki. Głównym pożywieniem osobników latem są pastwiska leśne, ale są one bardzo ubogie w wapń i fosfor. Inną ich karmą są żołędzie i bukiew, z tym, że zdecydowanie preferują tę drugą.